# Kattkött

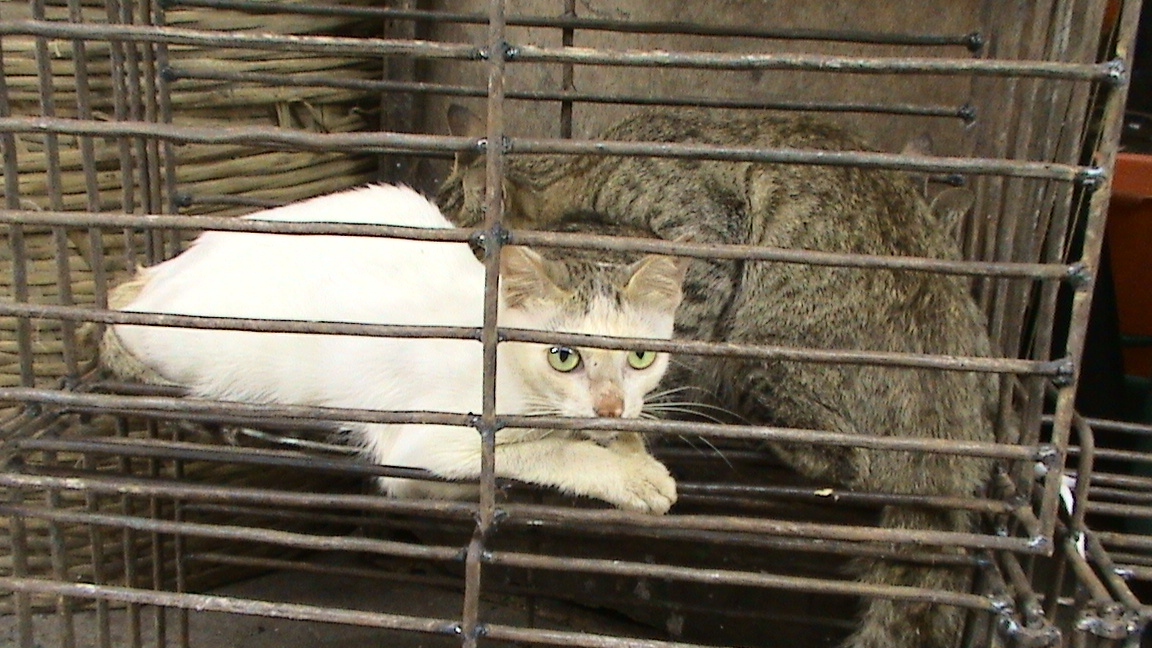
Katter i fångenskap inför slakt.

Kattkött är kött från katter. Kattkött är tabu i många delar av världen där katten framför allt har rollen som sällskapsdjur. Men i vissa områden runt om i världen äts kattkött som en del av den lokala matkulturen.

## Områden där katt äts
Kattkött äts i södra Kina, norra Vietnam, Peru, Kamerun, Spanien, Argentina, Schweiz och på den bulgariska landsbygden. I södra Kina och norra Vietnam äts kattens mage och tarmar, liksom köttet från låren, av vilket man gör köttbullar som vanligtvis serveras med soppa. Huvudet och resten av djuret kastas. I Europa äts kattkött i vissa delar av Schweiz, främst på landsbygden. Kattstuvning äts eller har ätits i Baskien i Spanien.
Australiska aboriginer i området Alice Springs steker vildkatter över öppen eld och anser det vara en utsökt rätt.
Eftersom katter är köttätare anses konsumtionen av kattkött inte vara tillåten enligt de judiska och islamska matreglerna.